# Fleury-la-Rivière

Fleury-la-Rivière este o comună în departamentul Marne, Franța. În 2009 avea o populație de 497 de locuitori.